# Leucocephalon yuwonoi
La tartaruga di foresta del Sulawesi (Leucocephalon yuwonoi McCord, Iverson & Boeadi, 1995), unica specie del genere Leucocephalon McCord, Iverson, Spinks & Shaffer, 2000, è una rarissima tartaruga della famiglia dei Geoemididi.

## Descrizione
Il carapace, lungo circa 270 mm nei maschi e 240 nelle femmine, presenta tre carenature ed una colorazione marrone aranciata. Anche il piastrone è marrone aranciato ma presenta delle suture marroni nerastre. La testa nelle femmine è dorsalmente e lateralmente marrone scura con leggere macchie color crema nella regione timpanica. Nei maschi la parte dorsale posteriore è marrone scura e quella anteriore è giallo-crema. Specie onnivora che si nutre di insetti, vegetazione e frutta caduta in acqua. Non ci sono dati inerenti alla riproduzione in natura, in cattività le femmine depongono 1-2 uova.

## Distribuzione e habitat
Endemica dell'isola indonesiana del Sulawesi, distribuita nella porzione nord-occidentale dell'isola. Vive in zone equatoriali con una stagione umida che si estende da ottobre a febbraio e con precipitazioni annuali di 1000-3000 mm. Vive in dense foreste a crescita secondaria in torrenti poco profondi, con fondali costituiti da ciottoli e ghiaia.

## Conservazione
È a grave rischio d'estinzione sia a causa della sua ristretta distribuzione geografica ma soprattutto per l'eccessivo sfruttamento a cui è sottoposta. Viene frequentemente catturata ed esportata a scopi alimentari e per il commercio internazionale.